# Utelle
Utelle est une commune française située dans le département des Alpes-Maritimes, en région Provence-Alpes-Côte d'Azur. La commune est particulièrement connue pour ses pèlerinages à la Madone d'Utelle et son église classée monument historique.
Ses habitants sont appelés les Utellois.

## Géographie

### Localisation
Commune située à 17 km de Lantosque, 19 km de Plan-du-Var et 23 km de Levens.

### Géologie et relief
La commune d'Utelle est située au confluent du Var et de la Tinée.
Mais le village est situé sur les hauteurs, dominant la vallée de la Tinée, comme celle de la Vésubie.
Hameaux de la commune :
- Le Blaquet,
- Le Chaudan,
- Le Cros d'Utelle,
- Le Figaret,
- Saint-Jean-la-Rivière (où se trouve la mairie) - remarque : à ne pas confondre avec Saint Jean de la Rivière, commune du département de la Manche.

### Catastrophes naturelles - Sismicité
Le 2 octobre 2020, de nombreux villages des diverses vallées des Alpes-Maritimes (Breil-sur-Roya, Fontan, Roquebillière, St-Martin-Vésubie, Tende...) sont fortement impactés par un "épisode méditerranéen" de grande ampleur. Certains hameaux sont restés inaccessibles jusqu'à plus d'une semaine après la catastrophe et l'électricité n'a été rétablie que vers le 20 octobre. L'Arrêté du 7 octobre 2020 portant reconnaissance de l'état de catastrophe naturelle a identifié 55 communes, dont Utelle, au titre des "Inondations et coulées de boue du 2 au 3 octobre 2020".
Commune située dans une zone de sismicité moyenne.

### Hydrographie et eaux souterraines

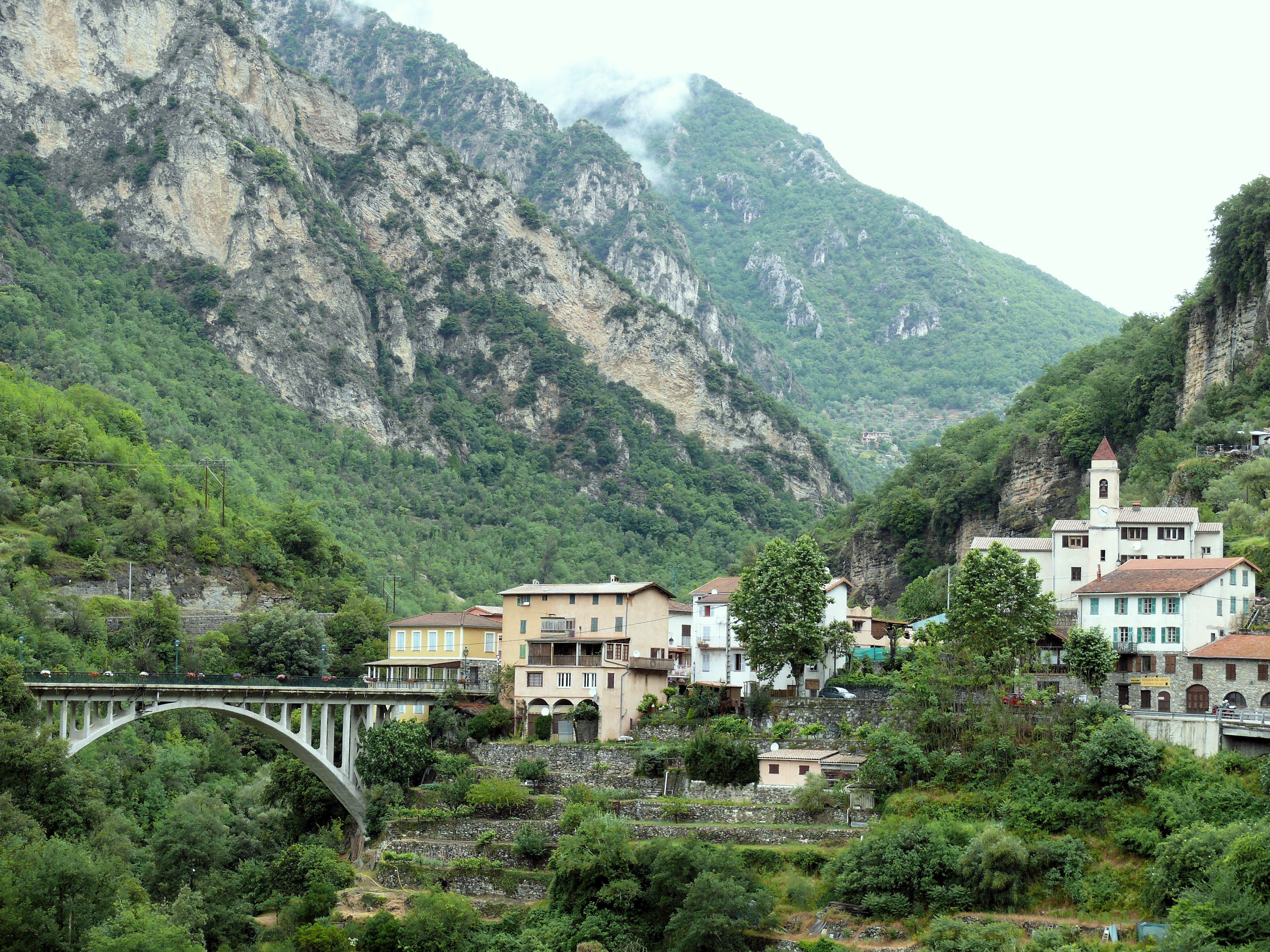
Saint-Jean-la-Rivière.

Près du pont de Saint-Jean-la-Rivière se trouve la prise d'eau du canal de la Vésubie qui alimente les différents villages jusqu'à Nice.
La prise d'eau du canal de la Vésubie servant à alimenter en eau potable la campagne niçoise : cet aqueduc est réalisé à partir de 1881 par la Compagnie générale des eaux sur un projet de l’ingénieur E. Delacroix. L’ensemble des ouvrages de départ du canal dit de Saint-Jean-la-Rivière sont inscrits au titre des monuments historiques le 28 novembre 2001.
Cours d'eau sur la commune ou à son aval :
- fleuve le Var,
- rivière la Tinée,
- rivière la Vésubie,
- 10 ruisseaux : ruisseaux de Saint-Honorat, des Fournés, de Barra Rossa, de l'Infernet, des Lignes, de Campon, de la Cardinarde, des Lonas, de Gorgétta, des Carbonnières.
- vallons des hirondelles, des fournés de bagnolar.

Le Beausset dispose de trois stations d'épuration :
- Utelle village, d'une capacité de 1 000 équivalent-habitants[7] ;
- Saint Jean rive droite, d'une capacité de 400 équivalent-habitants[8] ;
- La Vilette, d'une capacité de 30 000 équivalent-habitants, d'une capacité de 250 équivalent-habitants[9].

### Climat
Pour des articles plus généraux, voir Climat de Provence-Alpes-Côte d'Azur et Climat des Alpes-Maritimes.
En 2010, le climat de la commune est de type climat méditerranéen altéré, selon une étude du Centre national de la recherche scientifique s'appuyant sur une série de données couvrant la période 1971-2000. En 2020, Météo-France publie une typologie des climats de la France métropolitaine dans laquelle la commune est dans une zone de transition entre le climat de montagne et le climat méditerranéen et est dans la région climatique  Var, Alpes-Maritimes, caractérisée par une pluviométrie abondante en automne et en hiver (250 à 300 mm en automne), un très bon ensoleillement en été (fraction d’insolation > 75 %), un hiver doux (8 °C) et peu de brouillards. 
Pour la période 1971-2000, la température annuelle moyenne est de 12,4 °C, avec une amplitude thermique annuelle de 15,3 °C. Le cumul annuel moyen de précipitations est de 1 031 mm, avec 5,8 jours de précipitations en janvier et 4,5 jours en juillet. Pour la période 1991-2020, la température moyenne annuelle observée sur la station météorologique de Météo-France la plus proche, « Lantosque_sapc », sur la commune de Lantosque à 7 km à vol d'oiseau, est de 13,9 °C et le cumul annuel moyen de précipitations est de 959,3 mm. 
La température maximale relevée sur cette station est de 40,1 °C, atteinte le 3 août 2017 ; la température minimale est de −9 °C, atteinte le 6 février 2012,,. 
Les paramètres climatiques de la commune ont été estimés pour le milieu du siècle (2041-2070) selon différents scénarios d'émission de gaz à effet de serre à partir des nouvelles projections climatiques de référence DRIAS-2020. Ils sont consultables sur un site dédié publié par Météo-France en novembre 2022.

### Voies de communications et transports

#### Voies routières
Commune accessible notamment par la nationale 202, puis à la sortie de Plan-du-Var, par la route de la Vésubie M2565.

#### Transports en commun
Transport en Provence-Alpes-Côte d'Azur
- Commune desservie par le réseau Lignes d'Azur[17].

### Communes limitrophes
| Clans, La Tour                            | Venanson        | Lantosque |
| Tournefort, Malaussène, Revest-les-Roches | Utelle          | Lucéram   |
| Bonson                                    | Levens, Duranus | Duranus   |

### Intercommunalité
Commune membre de la Métropole Nice Côte d'Azur.

## Urbanisme
La commune est intégrée dans le plan local d'urbanisme métropolitain approuvé le 25 octobre 2019.

### Typologie
Au 1er janvier 2024, Utelle est catégorisée commune rurale à habitat dispersé, selon la nouvelle grille communale de densité à 7 niveaux définie par l'Insee en 2022.
Elle est située hors unité urbaine. Par ailleurs la commune fait partie de l'aire d'attraction de Nice, dont elle est une commune de la couronne,. Cette aire, qui regroupe 100 communes, est catégorisée dans les aires de 200 000 à moins de 700 000 habitants,.

### Occupation des sols
L'occupation des sols de la commune, telle qu'elle ressort de la base de données européenne d’occupation biophysique des sols Corine Land Cover (CLC), est marquée par l'importance des forêts et milieux semi-naturels (98,7 % en 2018), en diminution par rapport à 1990 (100 %). La répartition détaillée en 2018 est la suivante : 
forêts (56 %), milieux à végétation arbustive et/ou herbacée (38,5 %), espaces ouverts, sans ou avec peu de végétation (4,2 %), zones agricoles hétérogènes (0,7 %), cultures permanentes (0,6 %).
L'évolution de l’occupation des sols de la commune et de ses infrastructures peut être observée sur les différentes représentations cartographiques du territoire : la carte de Cassini (XVIIIe siècle), la carte d'état-major (1820-1866) et les cartes ou photos aériennes de l'IGN pour la période actuelle (1950 à aujourd'hui).

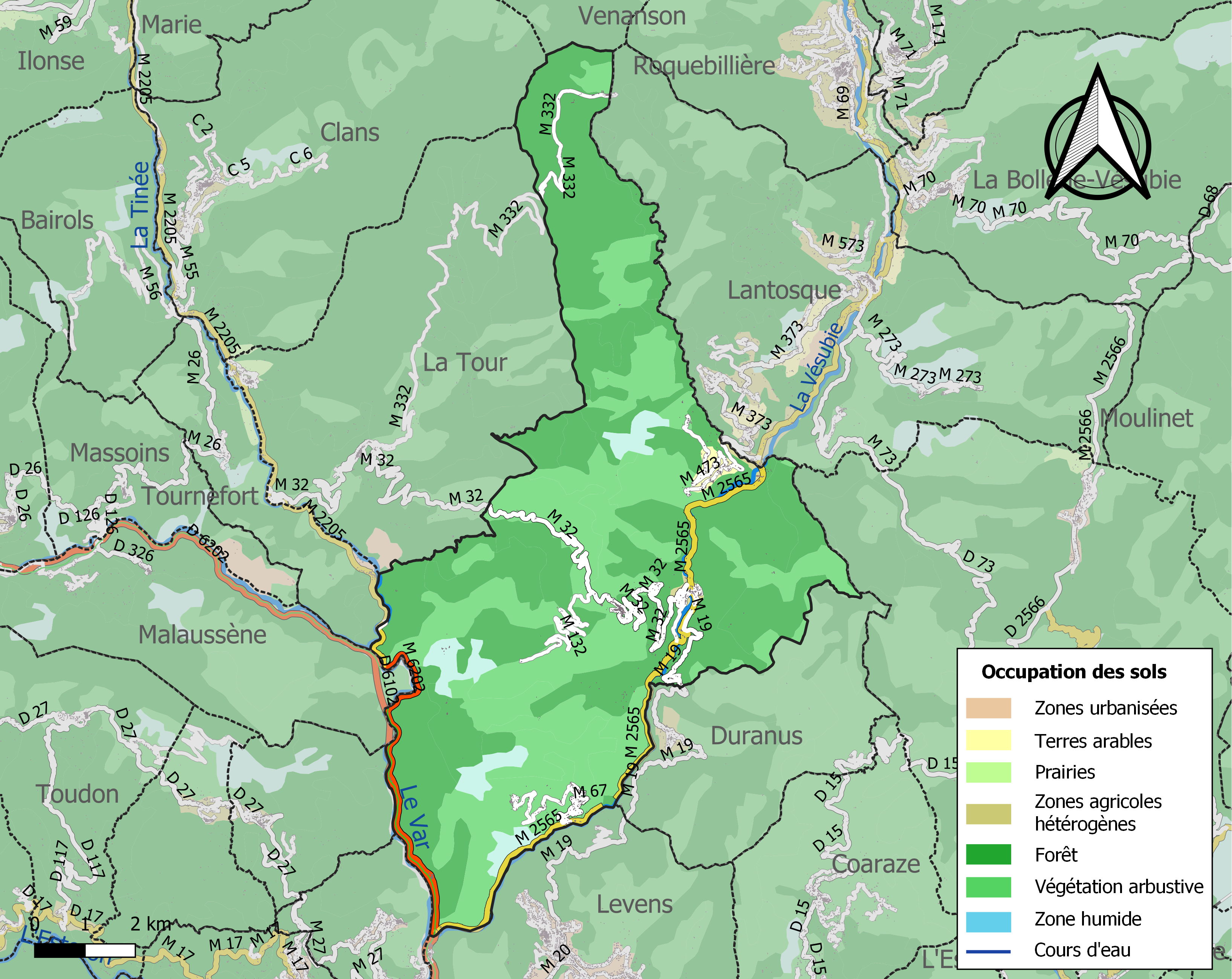
Carte de l'occupation des sols de la commune en 2018 (CLC).

## Économie

### Entreprises et commerces

#### Agriculture
- Ferme auberge[24].
- Élevage et agriculture.

#### Tourisme
- Utelle est traversé par le GR 5, sentier de randonnée reliant La Mer du Nord à La Mer Méditerranée[25].
- Gites de France[26],[27],[28].

#### Commerces
- Commerces et services de proximité.

## Histoire
Lieu de passage au XVe siècle de la route du sel depuis Hyères vers Borgo San Dalmazzo.
L’histoire d’Utelle a toujours été liée à celle de Nice et de son Comté. Nous retracerons donc brièvement l’histoire du comté, et nous efforcerons de voir les aspects propres à Utelle : Légende de la Reine Jeanne, Prise du Brec d’Utelle par Masséna, révolte des Barbets.
- Les Ligures : le site est déjà peuplé à l’âge de bronze par les « Vesubiani » qui occupent la vallée et tirent leur nom de la rivière. Ils construisent des castellaras, oppidums protégés par de gros blocs de pierre, pour eux-mêmes et leurs troupeaux.
- les Romains : après la domination romaine, Utelle devient un carrefour du commerce vers la Durance.
- le comté de Provence[30] - période d’insécurité et de guerre, Utelle affirme sa soumission au Comte de Provence devenu roi de Naples. La Reine Jeanne confirme le privilège de porter des couteaux de longueur non limitée, d’où le surnom des Utellois « les couteliers ». À 17 ans Jeanne commence un règne truffé d’extravagance et de rebondissements.
- le duché de Savoie - lors de la dédition (rattachement) de Nice à la Savoie en 1388, Utelle rend hommage aux comtes de Savoie.
- La Révolution[31] - Au cours de la guerre entre les Français et les austro-Piémontais, les Français occupent le Comté de Nice. Plusieurs batailles ont lieu dans l’arrière-pays, à Utelle on note l’exploit de Masséna qui réussit à faire installer des canons sur le Brec d’Utelle pour bombarder Utelle et la Madone. Les Barbets, mi-résistants mi-bandits, mènent la vie dure aux soldats français. Les habitants souhaitent une réunion du Comté à la France. Utelle : 694 oui, 0 non.
- la période contemporaine - depuis 1860, Utelle suit l’histoire de la France avec le développement du département. La route de la Vésubie par Levens et Duranus en 1864. Le percement de la basse vallée ne se fait qu’autour de 1900 avec l’idée d’un chemin de fer TNL (Tramway de Nice et du Littoral). La jonction Plan du Var – Saint-Jean-la Rivière est achevée en 1893. La première voiture (camionnette avec jantes en fer et pneus pleins) atteint Utelle en 1912. Concurrencé par l’automobile, le tramway s’arrête en 1928. Cette période est surtout marquée par l’exode rural : 2 400 habitants en 1860, 500 en 1960.

## Héraldique
| Blason de Utelle | Blason  | D’argent aux deux pals d’azur, à l’ours en pied de sable brochant sur le tout. |
| Blason de Utelle | Détails | Le statut officiel du blason reste à déterminer.                               |

## Politique et administration
| Période                                  | Période   | Identité          | Étiquette | Qualité |
| ---------------------------------------- | --------- | ----------------- | --------- | ------- |
| Les données manquantes sont à compléter. |           |                   |           |         |
| avant 1981                               | ?         | Gérard Bongioanni |           |         |
| 11 mars 2001                             | mars 2002 | Fernand Olivari   |           |         |
| mars 2002                                | mars 2008 | Alain Faraut      | SE        |         |
| mars 2008                                | 2020      | Bernard Cortes    | DVD       |         |
| 2020                                     | En cours  | Yves Gilli        |           |         |

### Budget et fiscalité 2019
En 2019, le budget de la commune était constitué ainsi :
- total des produits de fonctionnement : 678 000 €, soit 794 € par habitant ;
- total des charges de fonctionnement : 588 000 €, soit 689 € par habitant ;
- total des ressources d'investissement : 478 000 €, soit 559 € par habitant ;
- total des emplois d'investissement : 543 000 €, soit 636 € par habitant ;
- endettement : 804 000 €, soit 942 € par habitant.

Avec les taux de fiscalité suivants :
- taxe d'habitation : 10,91 % ;
- taxe foncière sur les propriétés bâties : 11,51 % ;
- taxe foncière sur les propriétés non bâties : 58,16 % ;
- taxe additionnelle à la taxe foncière sur les propriétés non bâties : 0,00 % ;
- cotisation foncière des entreprises : 0,00 %.

Chiffres clés Revenus et pauvreté des ménages en 2017 : médiane en 2017 du revenu disponible, par unité de consommation : 20 410 €.

## Population et société

### Démographie

#### Évolution démographique
L'évolution du nombre d'habitants est connue à travers les recensements de la population effectués dans la commune depuis 1680. Pour les communes de moins de 10 000 habitants, une enquête de recensement portant sur toute la population est réalisée tous les cinq ans, les populations de référence des années intermédiaires étant quant à elles estimées par interpolation ou extrapolation. Pour la commune, le premier recensement exhaustif entrant dans le cadre du nouveau dispositif a été réalisé en 2007.

En 2022, la commune comptait 824 habitants, en évolution de −3,4 % par rapport à 2016 (Alpes-Maritimes : +2,85 %, France hors Mayotte : +2,11 %).
| 1680  | 1686  | 1689  | 1750  | 1793  | 1800  | 1806  | 1822  | 1838  |
| ----- | ----- | ----- | ----- | ----- | ----- | ----- | ----- | ----- |
| 1 918 | 2 096 | 2 055 | 1 457 | 1 449 | 1 463 | 1 599 | 1 859 | 2 136 |

| 1848  | 1861  | 1866  | 1872  | 1876  | 1881  | 1886  | 1891  | 1896  |
| ----- | ----- | ----- | ----- | ----- | ----- | ----- | ----- | ----- |
| 2 363 | 2 172 | 1 961 | 2 438 | 1 815 | 1 827 | 1 635 | 2 360 | 1 640 |

| 1901  | 1906  | 1911  | 1921  | 1926  | 1931  | 1936 | 1946 | 1954 |
| ----- | ----- | ----- | ----- | ----- | ----- | ---- | ---- | ---- |
| 1 531 | 1 553 | 1 528 | 1 312 | 1 154 | 1 040 | 932  | 776  | 693  |

| 1962 | 1968 | 1975 | 1982 | 1990 | 1999 | 2006 | 2007 | 2012 |
| ---- | ---- | ---- | ---- | ---- | ---- | ---- | ---- | ---- |
| 506  | 516  | 451  | 398  | 456  | 488  | 660  | 685  | 765  |

| 2017 | 2022 | - | - | - | - | - | - | - |
| ---- | ---- | - | - | - | - | - | - | - |
| 873  | 824  | - | - | - | - | - | - | - |

### Enseignement
Établissements d'enseignements :
- Écoles maternelle et primaire[41],
- Collèges à Roquebillière, Saint-Martin-du-Var,
- Lycées à Valdeblore, Drap.

### Santé
Professionnels et établissements de santé :
- Médecins à Levens, Lantosque,
- Pharmacies à Levens, Lantosque,
- Hôpitaux à Roquebillière, Villars-sur-Var.

### Cultes
- Culte catholique, Paroisse Saint Benoît les Oliviers[43], Sanctuaire N.D. des Miracle[44], Diocèse de Nice.

## Lieux et monuments

### Patrimoine religieux

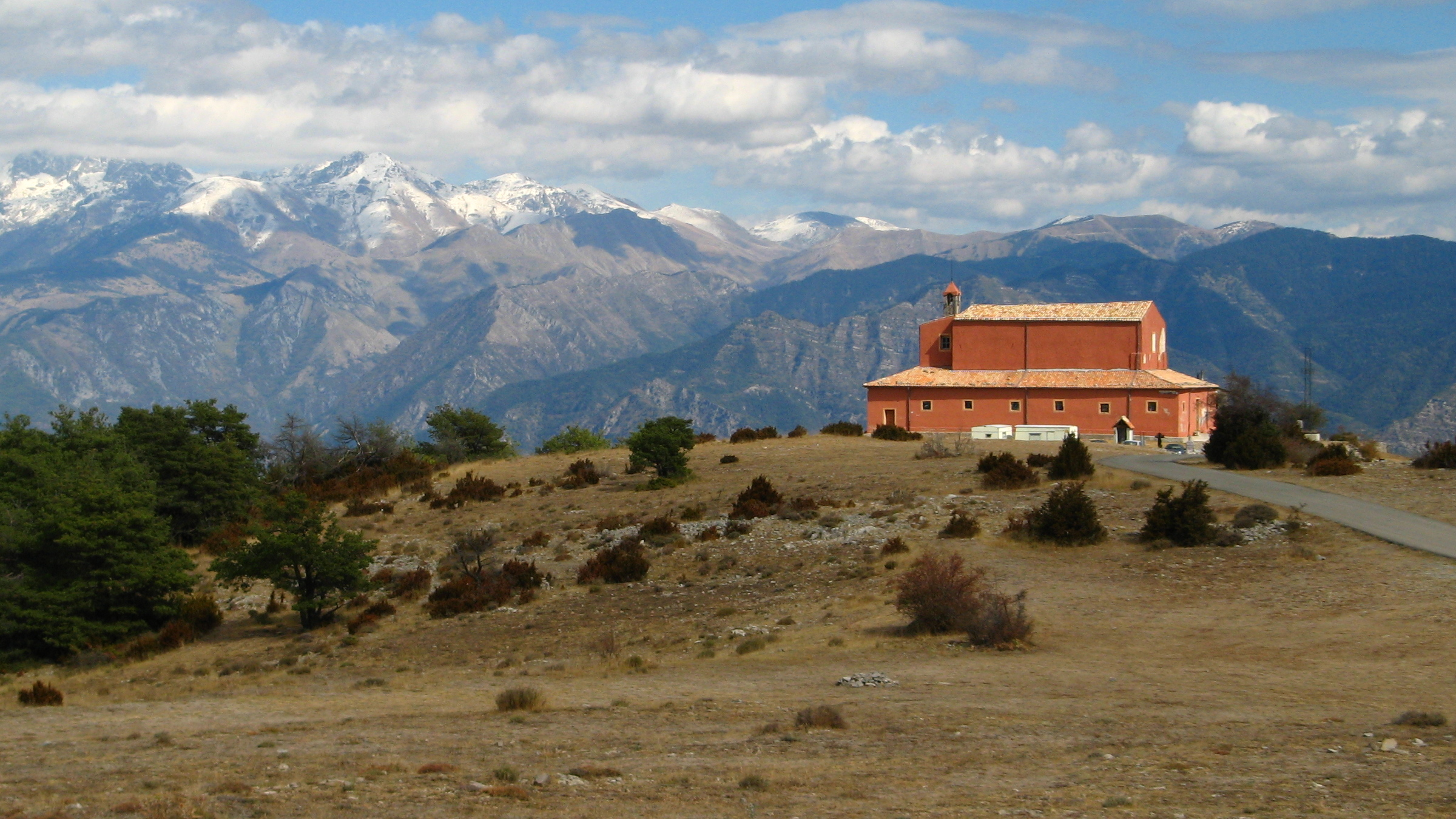
Sanctuaire de la Madone d'Utelle

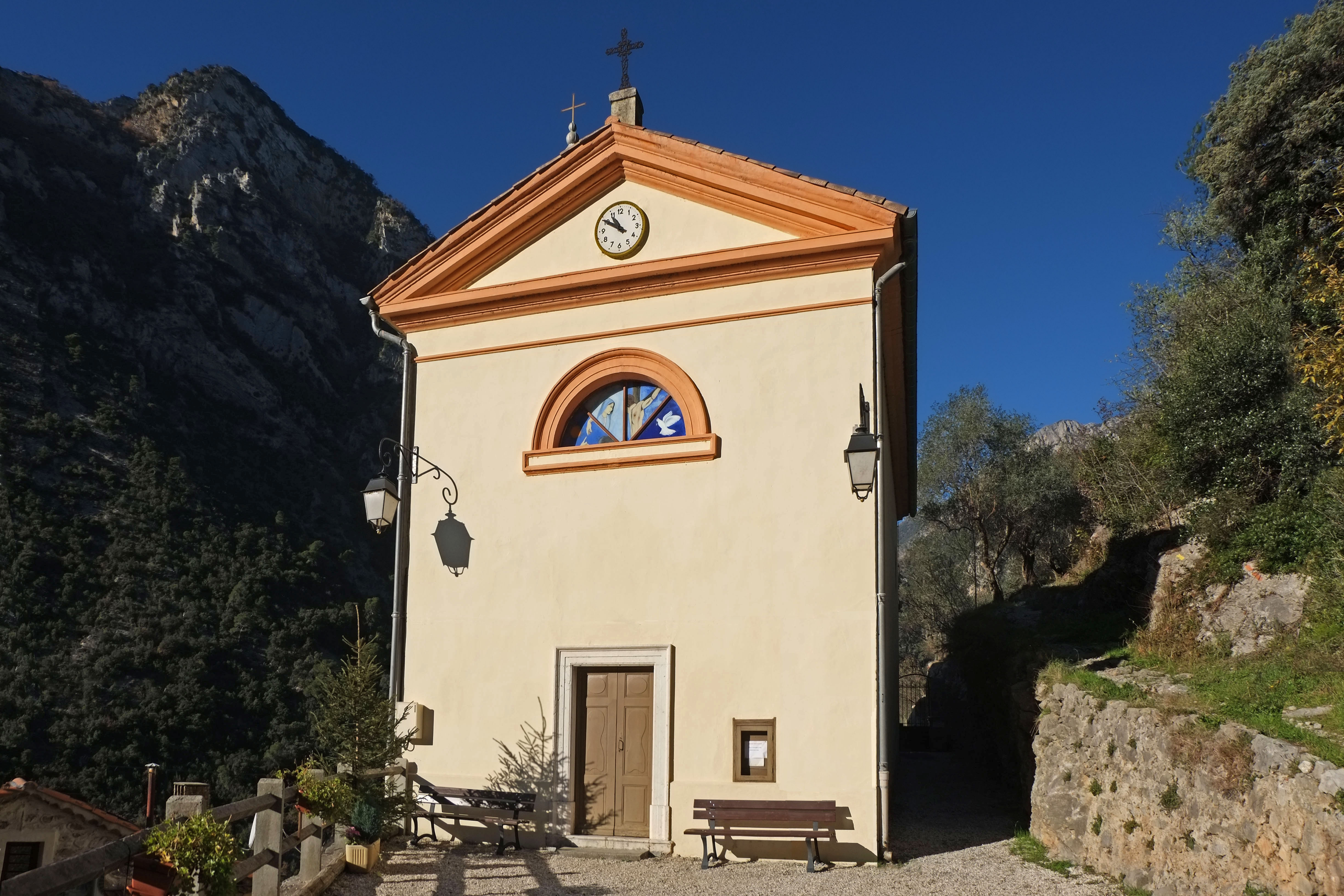
L'église de la Visitation-et-Sainte-Philomène du Chaudan

- Sanctuaire de la Madone d'Utelle : lieu de pèlerinage, le sanctuaire[45], reconstruit en 1806, fut fondé en 850 par des marins espagnols qui remercièrent ainsi la Vierge de les avoir sauvés d'un naufrage en les guidant par une étoile. L'intérieur contient des ex-voto des pèlerins reconnaissants.
- L’église Saint-Véran[46], XIVe / XVIIe siècle, commencée dans le style roman et achevée en baroque, présente de nombreuses richesses intérieures, dont un retable en bois sculpté que Napoléon aurait bien voulu s’approprier. Un porche gothique précède un portail en bois sculpté[47].
- L'église de la Visitation-et-Sainte-Philomène du Chaudan[48].
- L'église Sainte-Trinité Le Cros d'Utelle[49].
- L'église Saint-Honorat Le Figaret[50].
- L'église Notre-Dame-du-Rosaire Le Reveston[51].
- La chapelle Sainte-Croix des Pénitents blancs[52] ou chapelle des Pénitents blancs[53].
- L'ancienne chapelle des Pénitents noirs[54], actuelle salle des fêtes.
- L'ancienne chapelle Saint-Sébastien[55].
- La chapelle Saint-Antoine Villars[56].
- La chapelle Sainte-Anne Le Blaquet[57].
- La chapelle Saint-Jean-Baptiste Saint-Jean-la-Rivière[58].
- La chapelle Saint-Pierre Saint-Jean-la-Rivière[59].
- La chapelle Sainte-Barbe La Villette[60].

### Monuments commémoratifs
- - Le Figaret d'Utelle[61],
  - Le Cros d'Utelle[62],
  - Village[63].

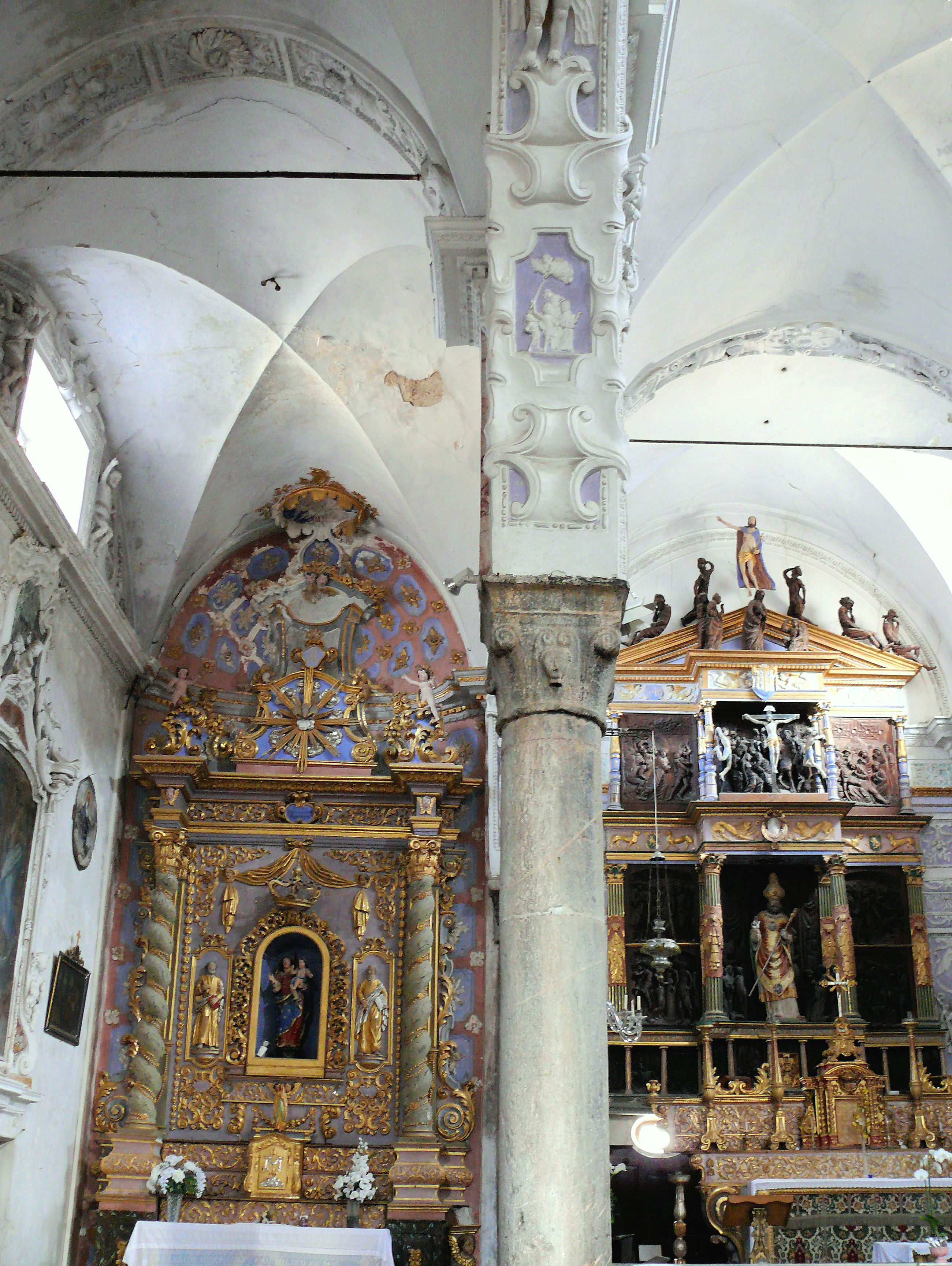
Retables du chevet de l'église Saint-Véran.
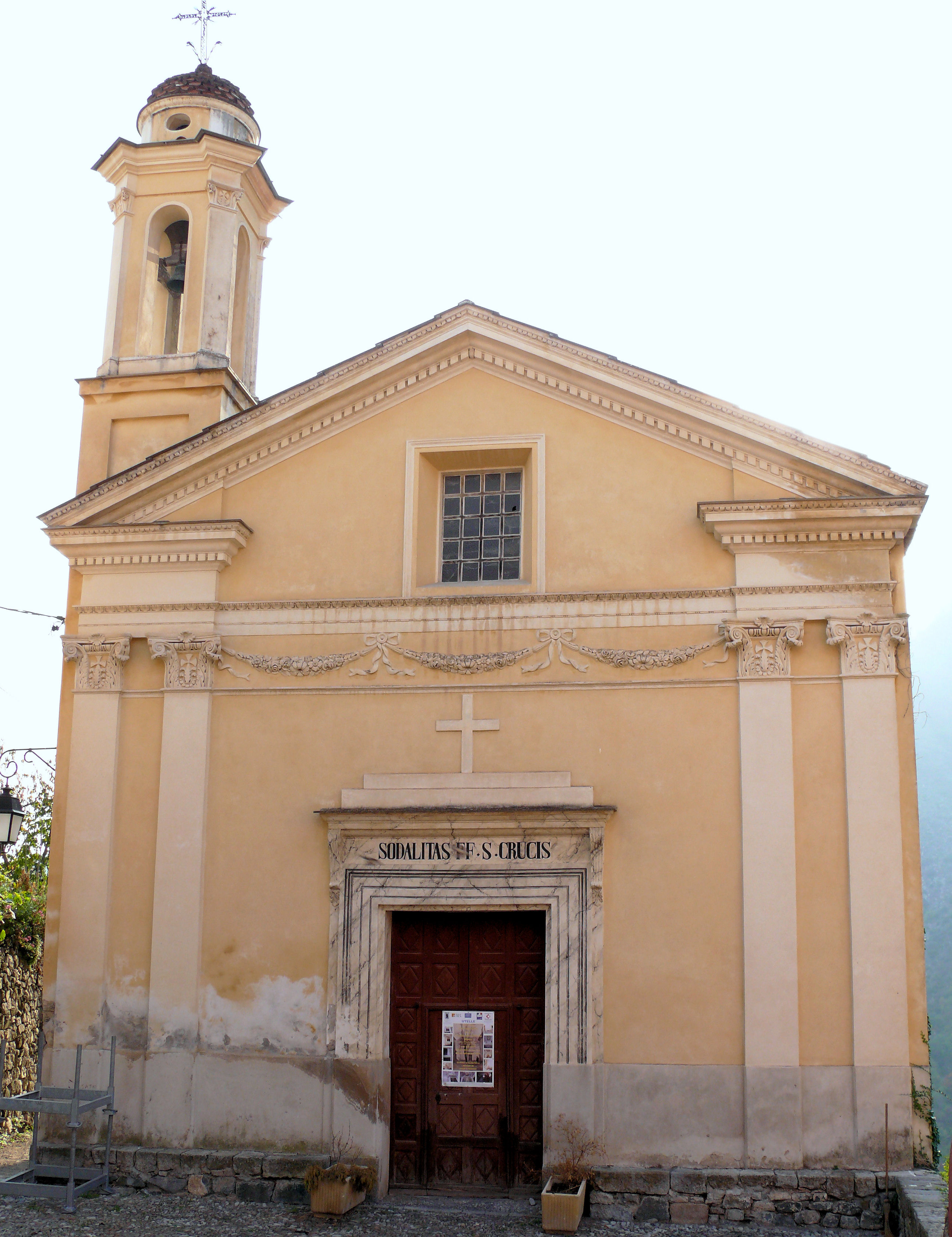
Chapelle Sainte-Croix de la confrérie des pénitents blancs.
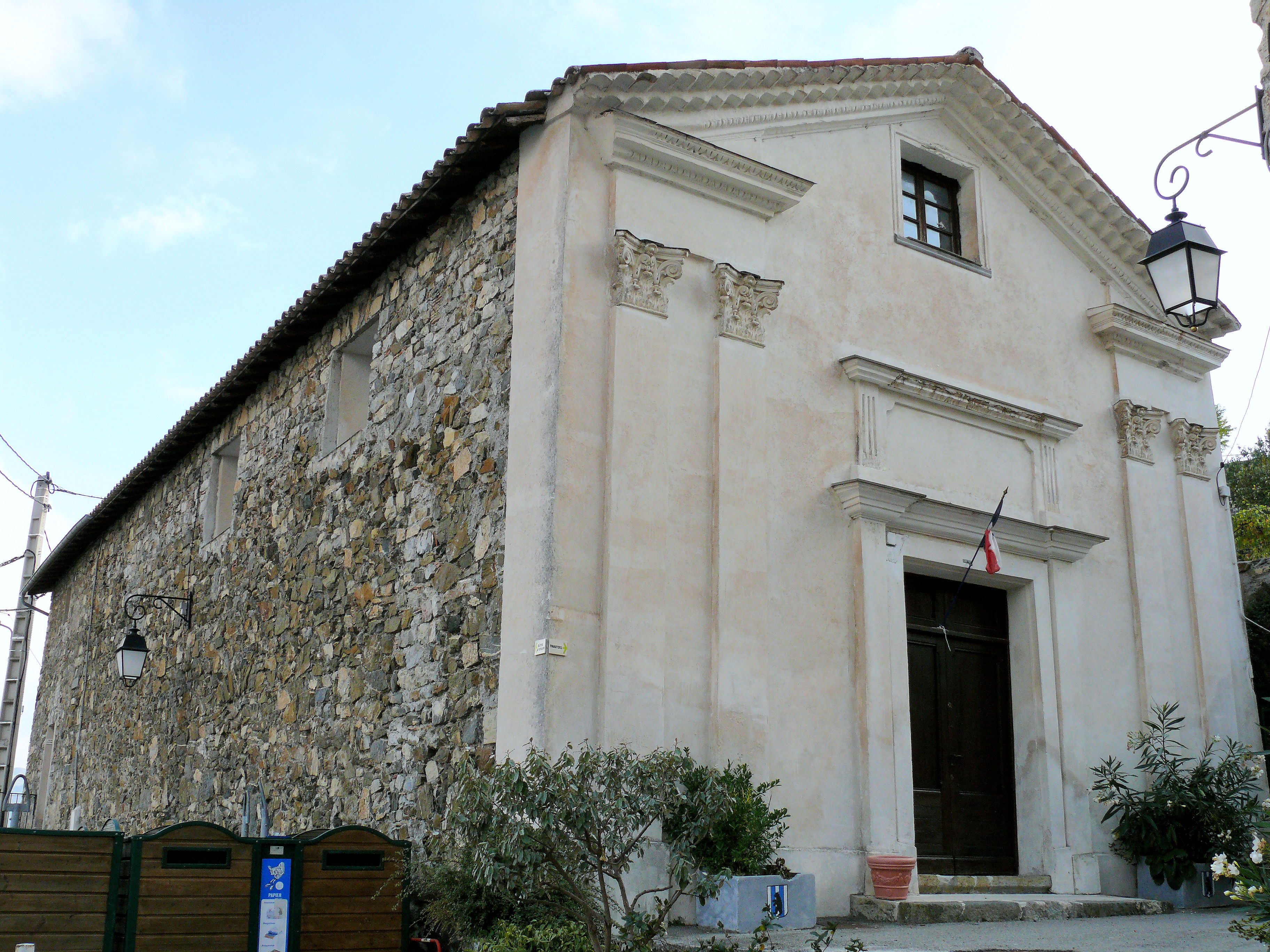
L'ancienne chapelle des pénitents noirs.
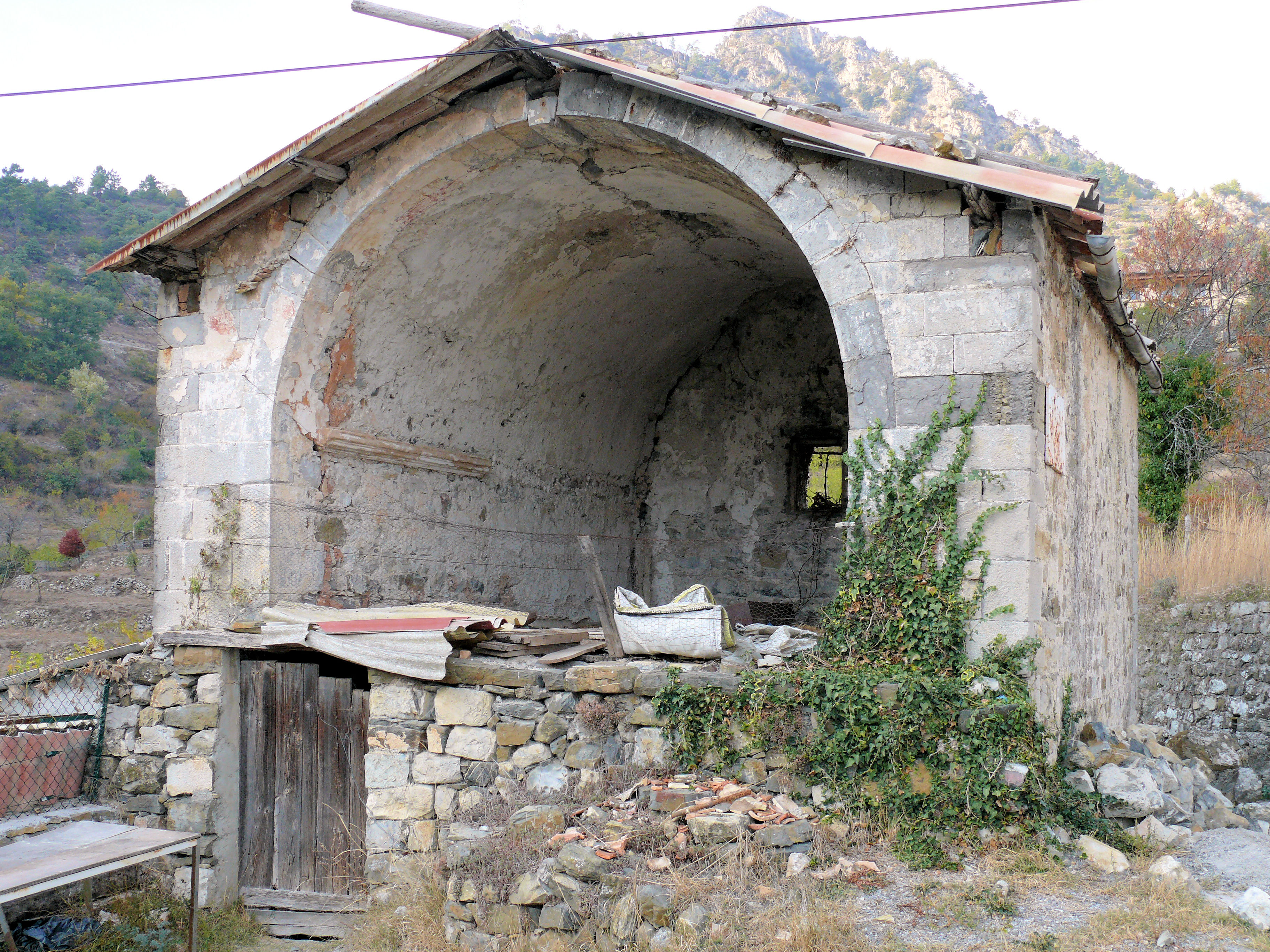
Ancienne chapelle Saint-Sébastien.
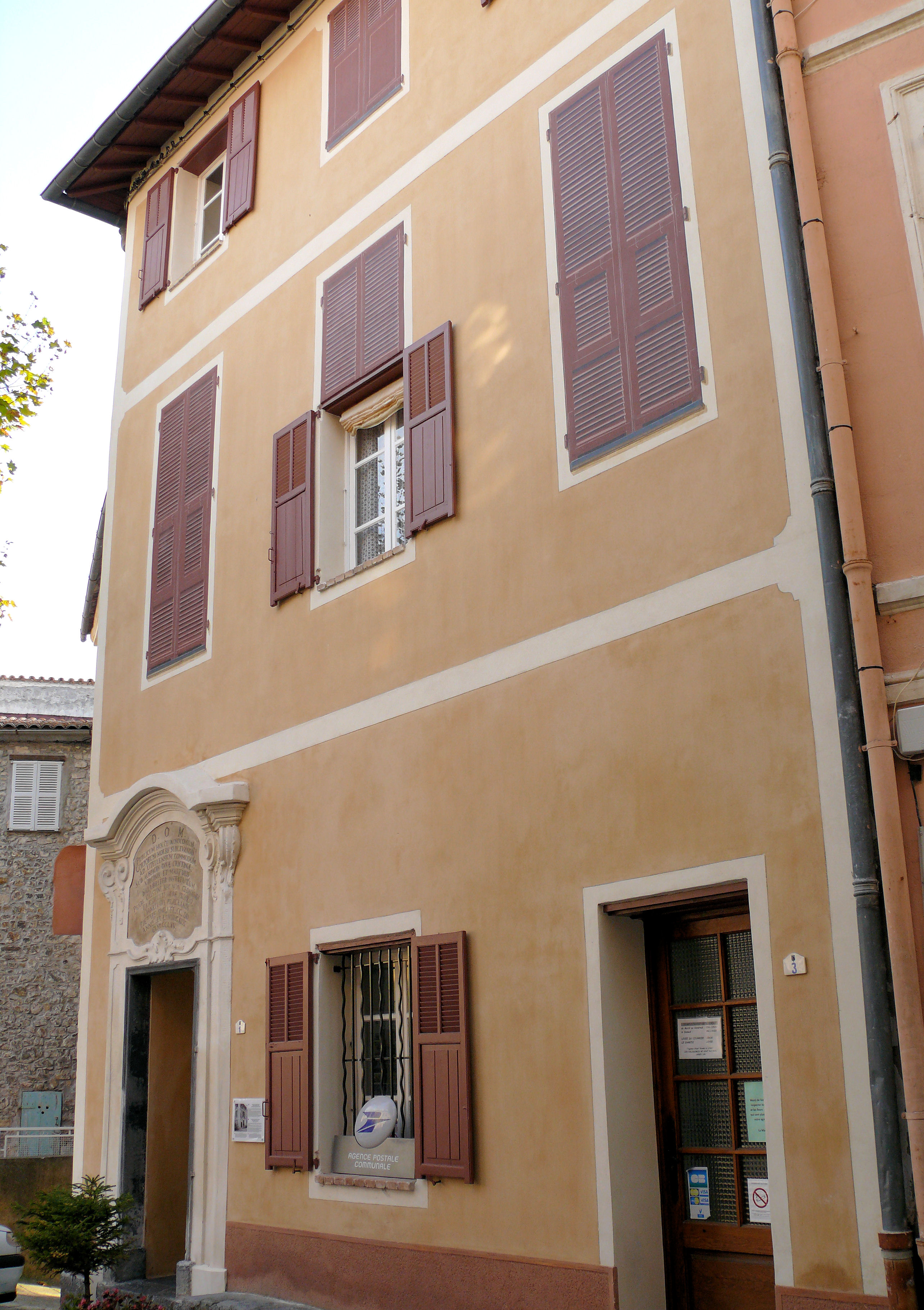
L'ancien hôpital Sainte-Christine.

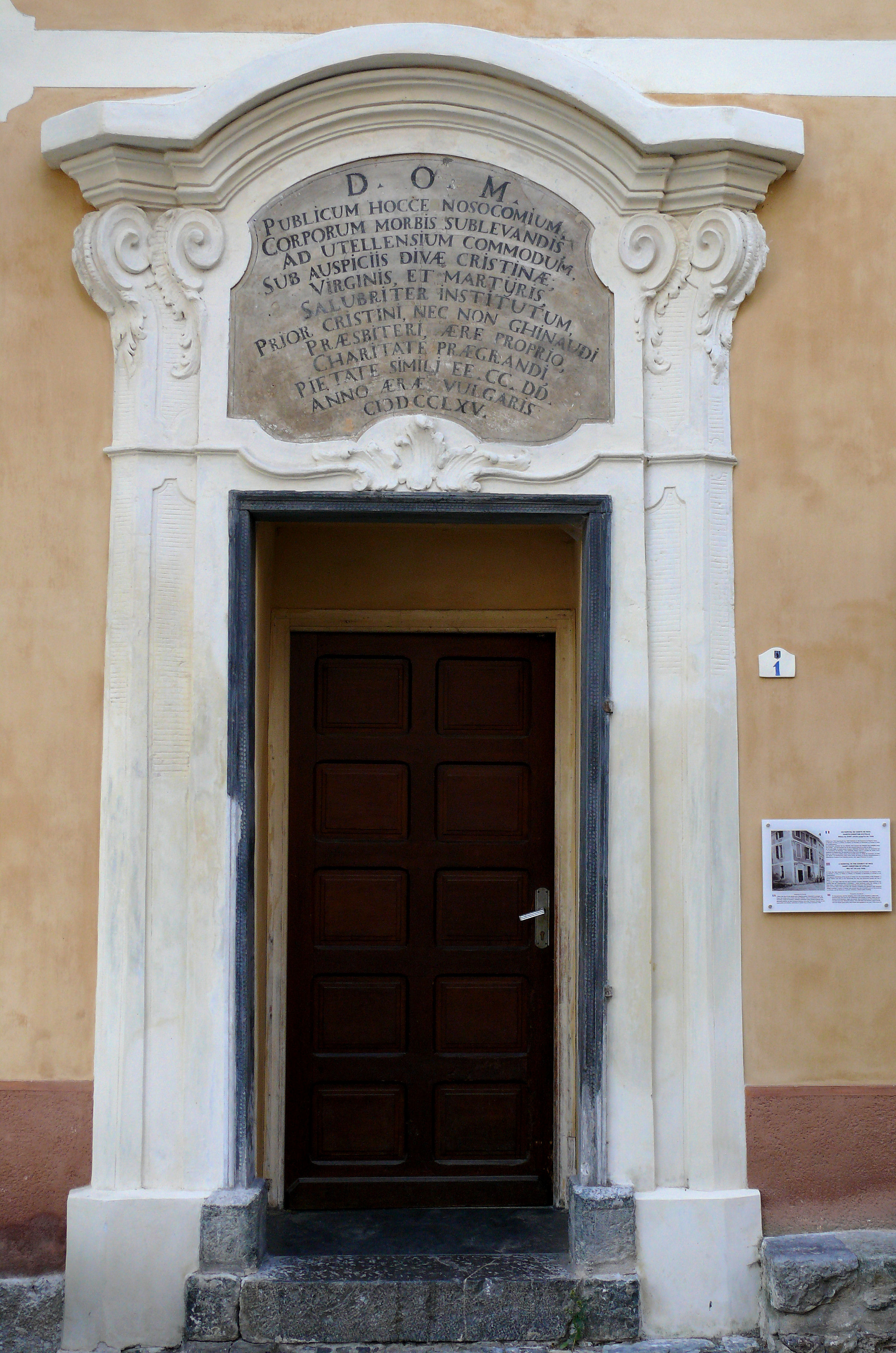
La porte de l'ancien hôpital Sainte-Christine.

### Autres patrimoines
- L'ancien hôpital Sainte Christine[64] Sainte-Christine d'Utelle[65]. La fondation de l'hôpital est prévue dans le testament du notaire ducal Jacques Cristini fait le 16 avril 1686. Le testament prévoit que « la confrérie du Gonfalon (celle des pénitents blancs sous le vocable de la Sainte-Croix) établisse un hôpital pour les pauvres de ce lieu et les autres … pour ce, le chapelain de la dite confrérie devra faire réparer sa maison ».

Il lègue aussi 4 draps, une douzaine de serviettes, 6 essuie-mains, 6 nappes et un lit. Le reste des dépenses devait être assuré par la confrérie. Le fils du premier donateur, J.-B. Christini, et ses neveux, J.-B. et Jean-Ludovic Ghinaudi instituèrent un jus-patronat sur la chapelle Sainte-Christine et rédigèrent dans leur testament 20 avril 1740 dans lequel ils prévoient la création d'un hôpital dont la réalisation est confiée à Jean-Ludovic, prêtre et ancien prieur de Malaussène.
À sa mort, en 1765, un inventaire de tous ses biens a été dressé et on vendit ceux n'ayant pas d'utilité pour l'hôpital. Avec l'argent ont été achetés meubles et ustensiles nécessaires. L'hôpital devait fonctionner un an après la mort du prêtre et recevoir ses premiers malades. L'hôpital a été administré comme toutes les fondations pieuses du Comté. Il suit les règles canoniques voulues par le fondateur et sous le patronage de l'évêque. Le testament de Jean-Luc Ghinaudi, rédigé le 9 octobre 1765, prévoit que la direction de l'hôpital devait être collégiale : le curé de la paroisse, le prieur de la Confrérie du Gonfalon et le syndic de la ville Il est géré par le recteur-économe, Michel-Ange Massilia, à sa fondation. Le règlement de l'hôpital n'a été rédigé qu'en 1840.
Le roi de Piémont-Sardaigne mit en place une réforme du système d'assistance dans l'édit du 24 décembre 1836, pour assurer la gestion et placer son contrôle sous l'autorité du roi et de ses représentants. Malgré l'opposition du collège dirigeant l'hôpital, faisant remarquer que ces dispositions ne sont pas conformes aux testaments, elles furent appliquer par l'édit royal du 22 mars 1850. Cette organisation a perduré après le rattachement du Comté de Nice à la France. Un nouveau règlement entra en vigueur en 1900. Dès 1843, la commission administrative rappelait aux médecins qu'ils devaient aussi soigner à leur domicile les malades non accueillis à l'hôpital à cause du manque de lit ou atteints de maladies non admises. L'hôpital va aussi fournir de la nourriture aux plus pauvres. La Révolution va entraîner une baisse des revenus tirés des biens de l'hôpital, qui ne suffirent plus pour couvrir les dépenses.
En 1798, les déficits de l'hôpital vont entraîner la liquidation des biens de l'hôpital. L'hôpital a eu des difficultés à recouvrer ses créances. La loi du 21 juillet 1927 « permettant la réduction des charges des fondations dans les établissements hospitaliers », va conduire à la fermeture de l'hôpital en mai 1928.
- De nombreuses maisons anciennes dans les différentes rues du village.
- Le pont de Saint-Jean-la-Rivière, construit en 1908, étudié par le bureau d'études d'Armand Considère avec d'Henry Lossier, réalisé par l'entreprise Thorrand et Cie, pour la ligne de tramway des Alpes-Maritimes entre la station Levens-Vésubie et Saint-Martin-Vésubie.
- Ouvrage fortifié du secteur fortifié frontalier dit chiuse de Saint-Jean-la-Rivière[66].
- Ouvrage fortifié du secteur fortifié frontalier dit chiuse de Bauma [67].

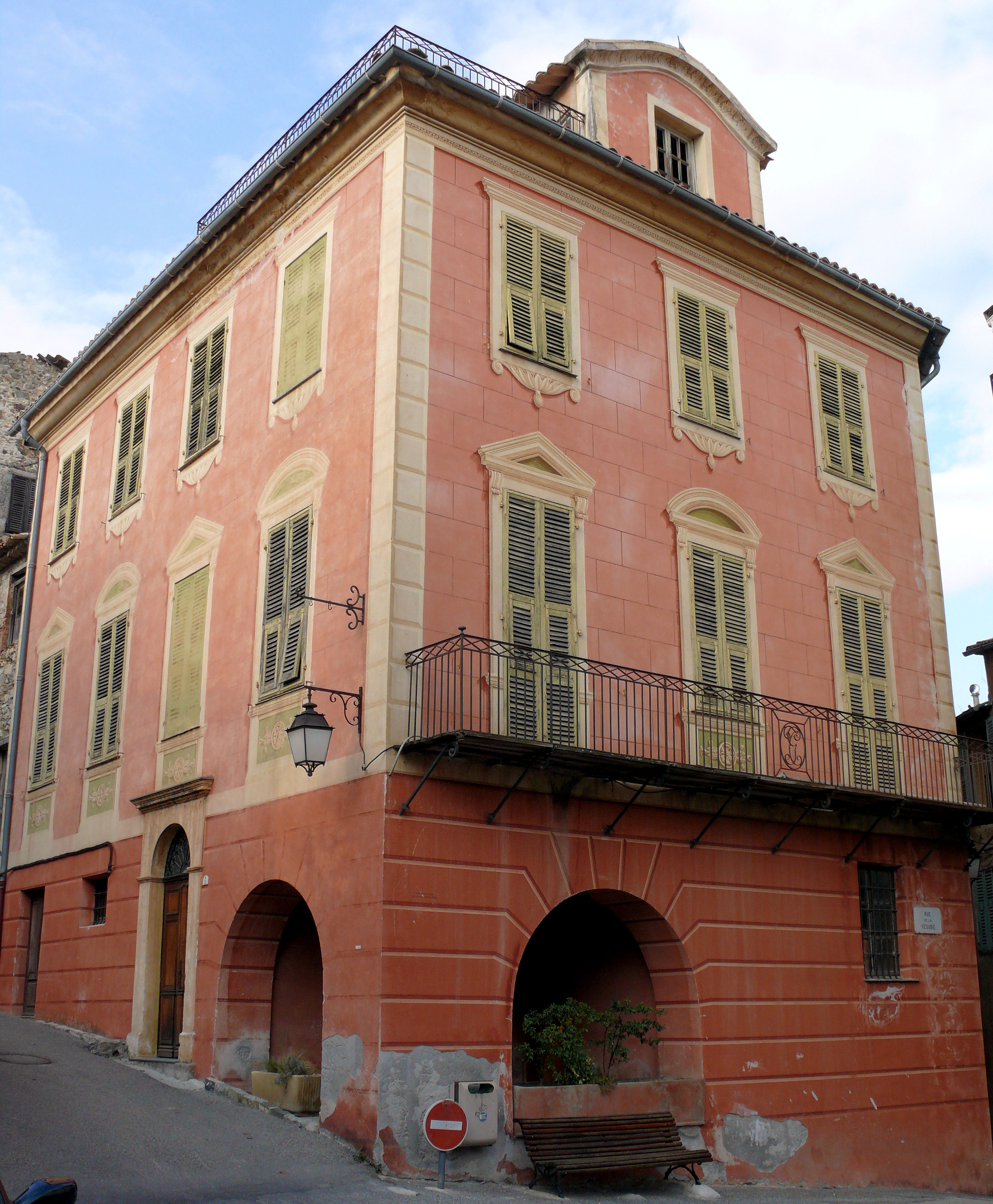
Maison Thaon du XVIIIe siècle, sur la place de la République.
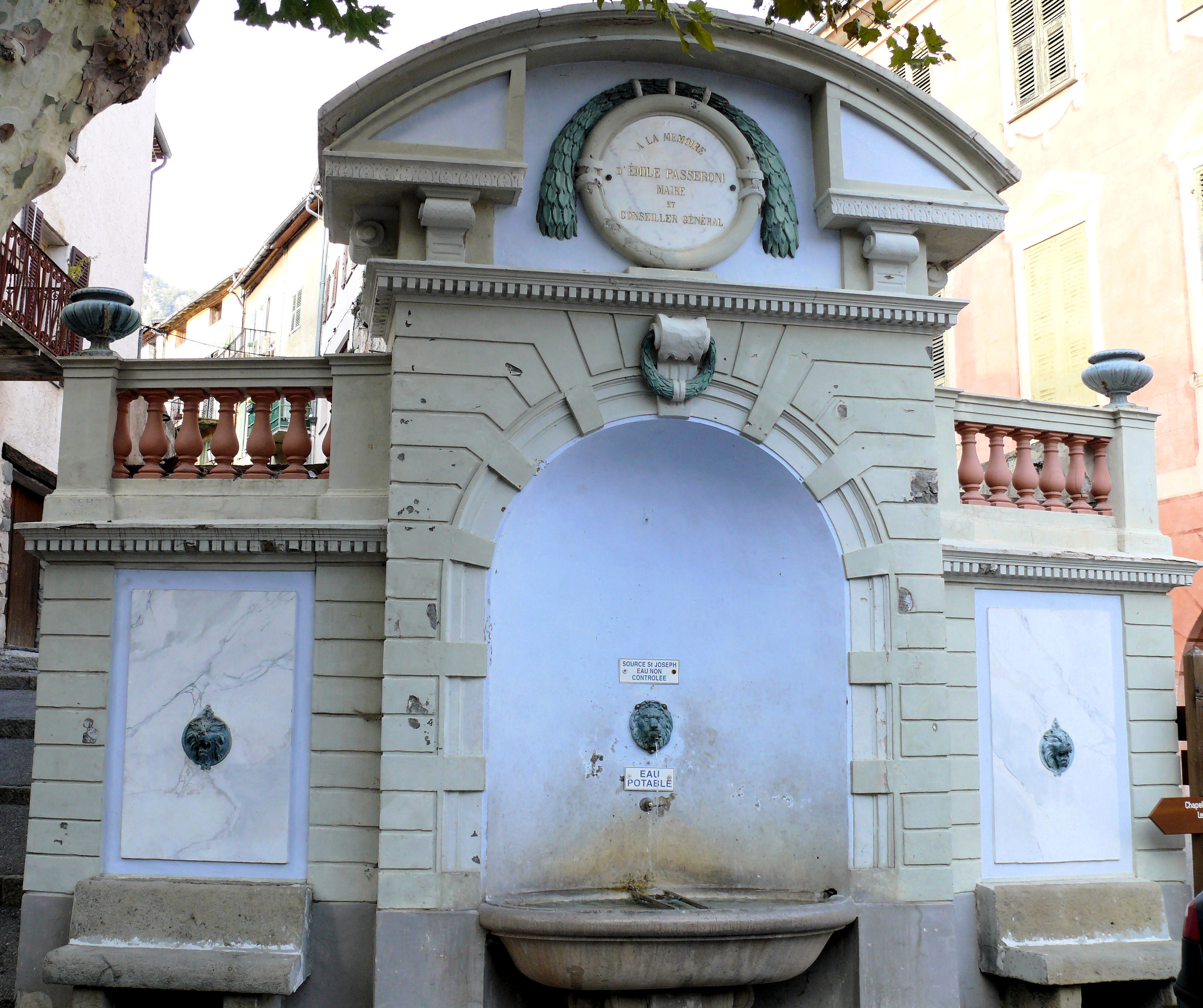
Fontaine sur la place de la République.
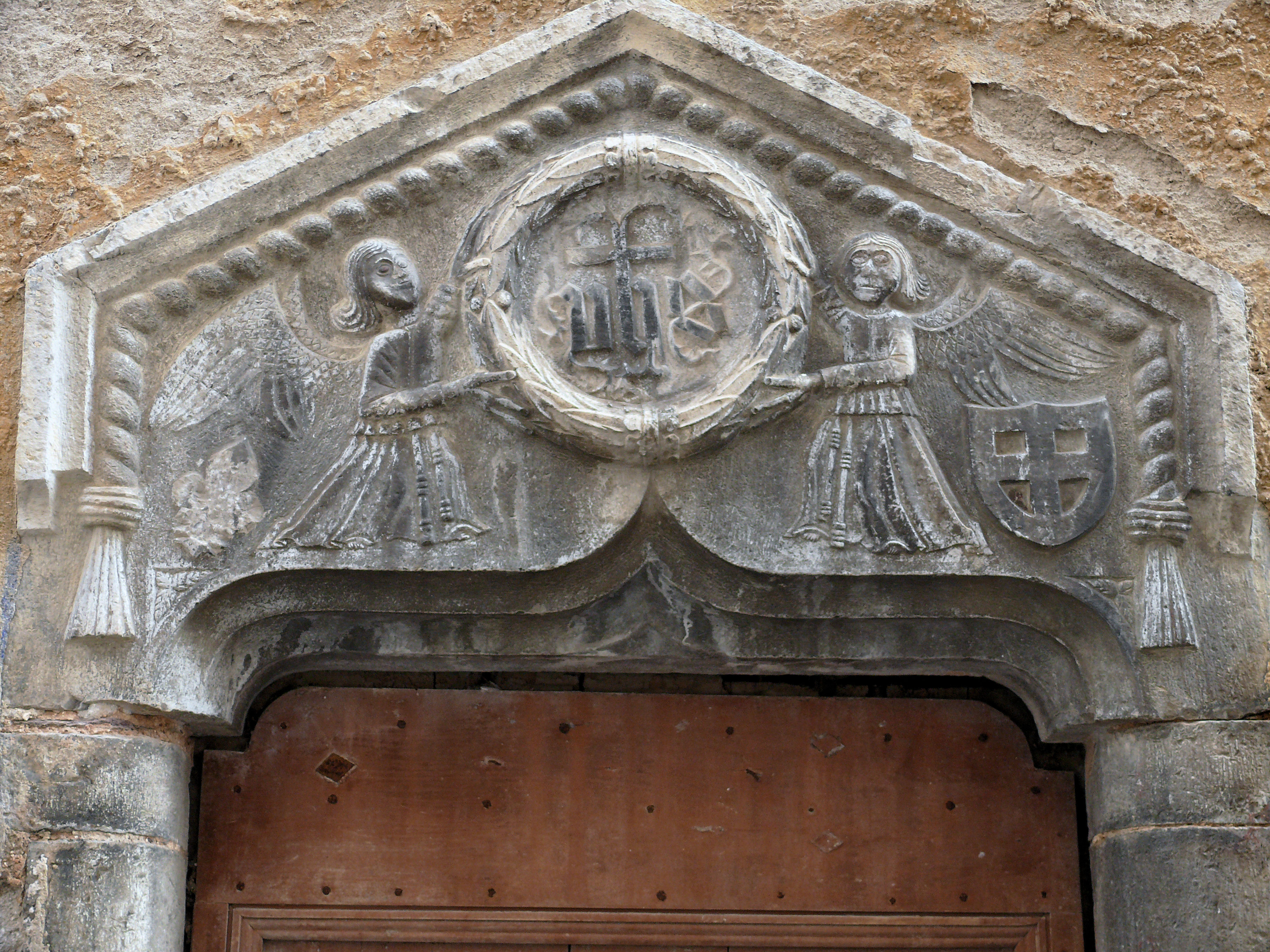
Linteau d'une porte de maison rue Émile Passeroni.
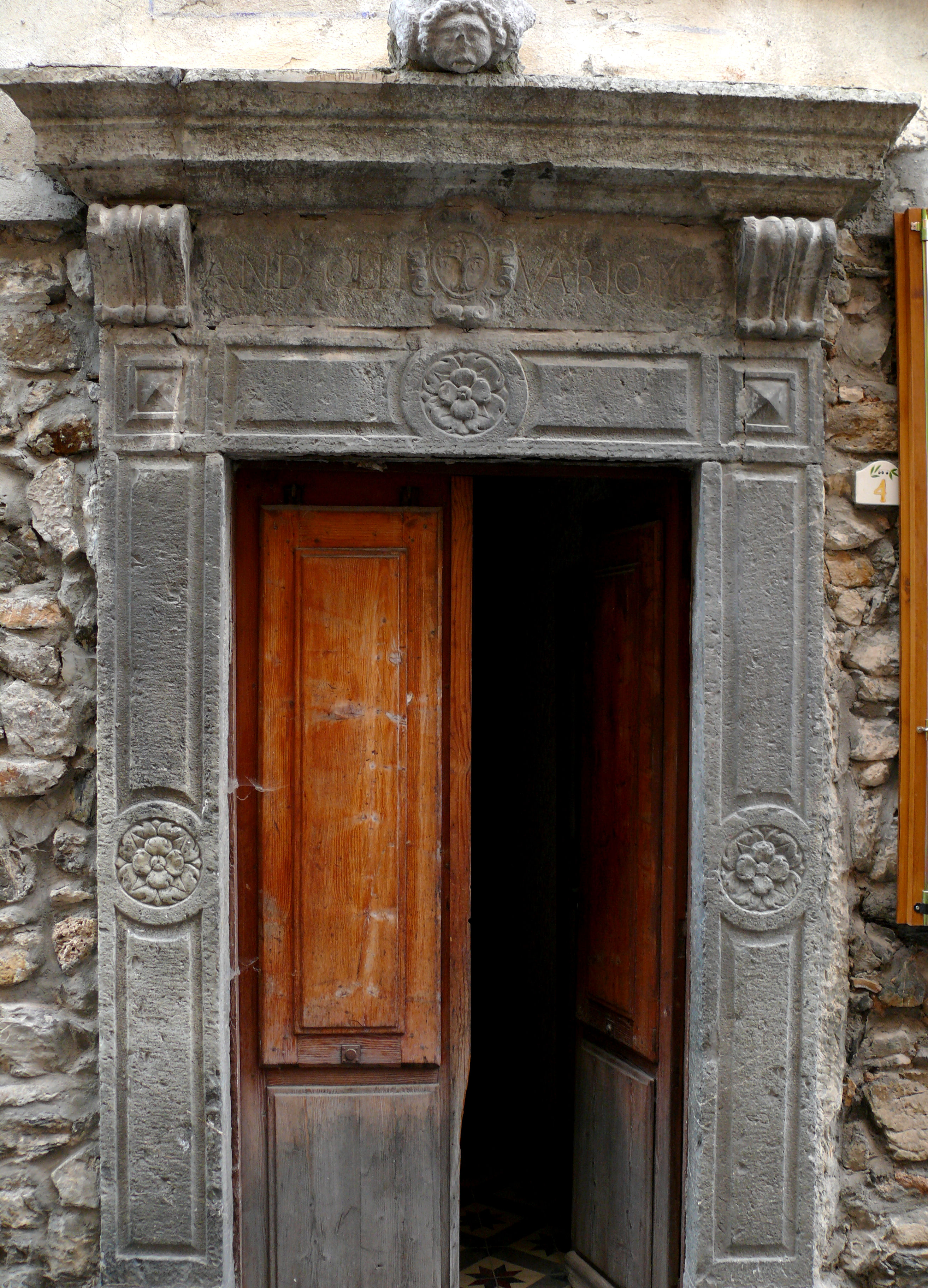
Porte rue Émile Passeroni.
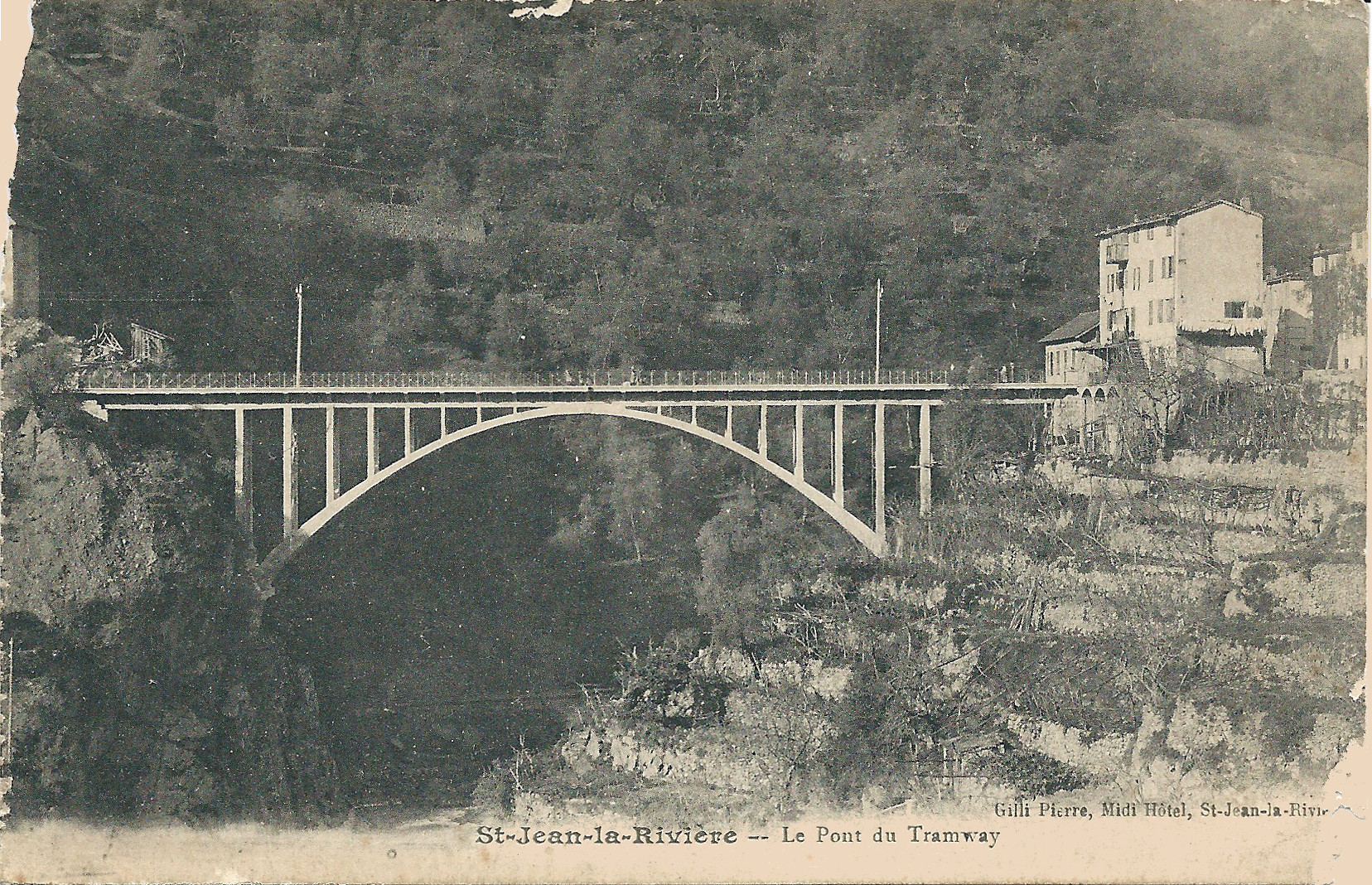
L'ancien pont du tramway à Saint-Jean-la-Rivière.

## Personnalités liées à la commune

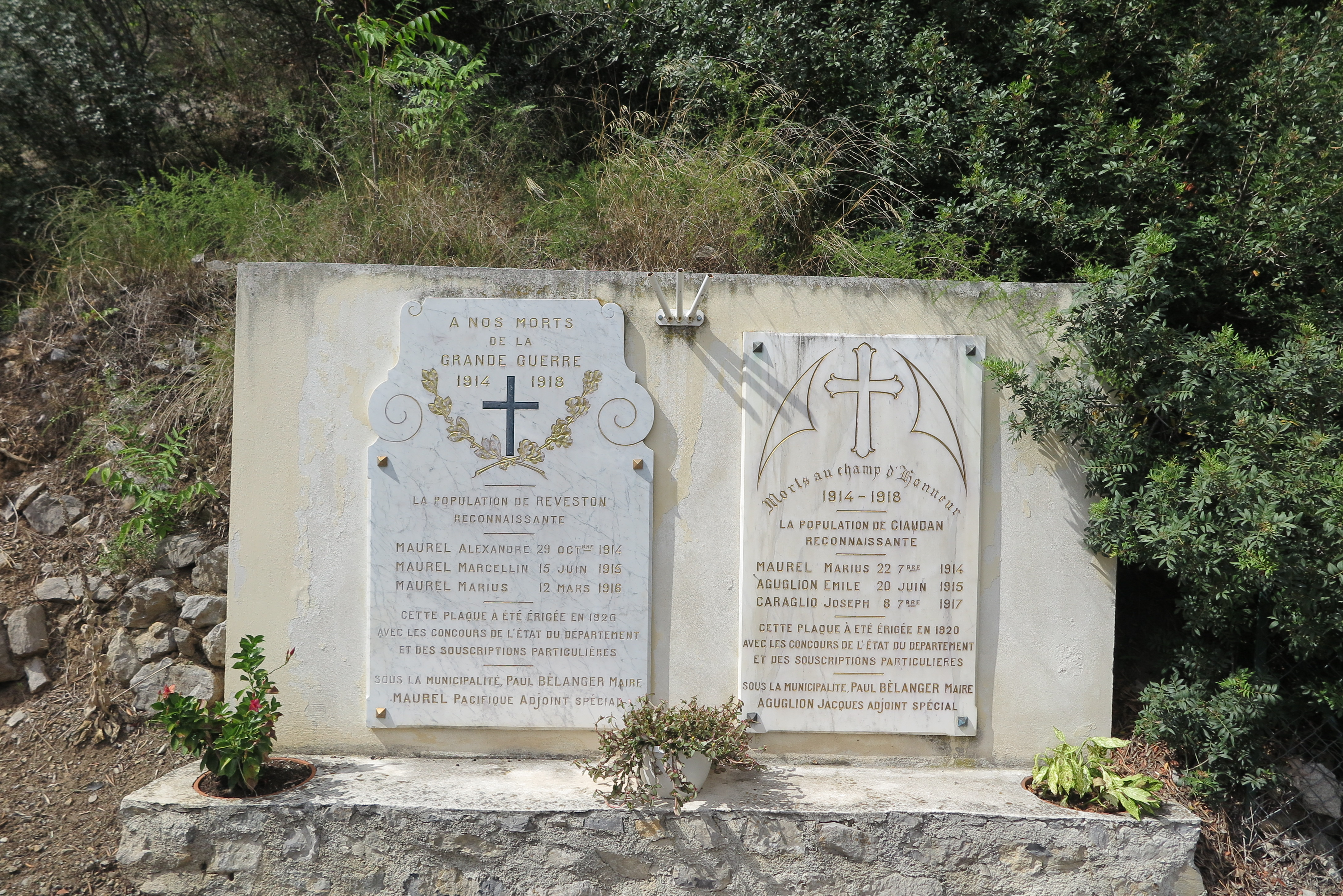
Monument aux morts du Chaudan

Madeleine Faraut (1899-1983) : Institutrice à Nice et communiste proche de Virgile Barel et de Célestin Freinet, elle fut déplacée d'office en 1932 à Saint-Jean-la-Rivière. C'est le Front populaire qui la ramena à Nice. Elle s'y distingua en s’occupant pendant deux ans de l'Union des Femmes contre la misère et la guerre. Elle fut révoquée en mars 1940 et envoyée en résidence surveillée à Berre-les-Alpes. Elle fut ensuite internée dans le Tarn mais libérée en 1942 en raison de son mariage, et c'est en 1943 qu'elle entra en contact avec les maquis FTP de la région.
À la Libération, elle entra comme représentante des « Femmes de France » dans l'équipe municipale (délégation spéciale) que dirigeait alors Virgile Barel. Membre du bureau fédéral du PC, elle fut élue conseillère municipale de Nice en 1947 et le resta jusqu'en 1965.

## Dans la culture populaire
De mars à juillet 2022, le village et ses environs accueillent le tournage de la mini-série télévisée franco-allemande Ouija, un été meurtrier, diffusée sur France 3 à l’été 2024.